# 安芸元泰
安芸 元泰（あき もとやす）は、戦国時代の武将。土佐国の国人。土佐国安芸郡安芸城主。

## 略歴
安芸氏はかつて壬申の乱で配流された蘇我赤兄の子孫とされており、土佐七雄の一角。
安芸元親の子として誕生。天文年間（1532年-1555年）までに嫡子の泰親を亡くしており、次男（甥とも）の国虎が安芸氏を継承した。
天文13年（1544年）に死去。現在は父の元親が建立した安芸氏の菩提寺である浄貞寺に父、泰親、国虎と共に眠っている。なお浄貞寺の寺号は元親の法号である「正仲浄貞」から来ており、元泰が名付けたとされている。